# Euploea belinda
Euploea belinda är en fjärilsart som beskrevs av Butler 1878. Euploea belinda ingår i släktet Euploea och familjen praktfjärilar. Inga underarter finns listade i Catalogue of Life.